# 沉睡谷传奇
《沉睡谷传奇》是19世纪美国著名小说家和历史学家华盛顿·欧文的悬疑恐怖短篇小说，出自他的小说集《见闻札记》，写于英国伯明翰，首次发表于1820年。《沉睡谷传奇》与华盛顿·欧文的另一部作品《瑞普·凡·温克尔》都是至今仍被广泛阅读的美国早期小说。

## 小说概要

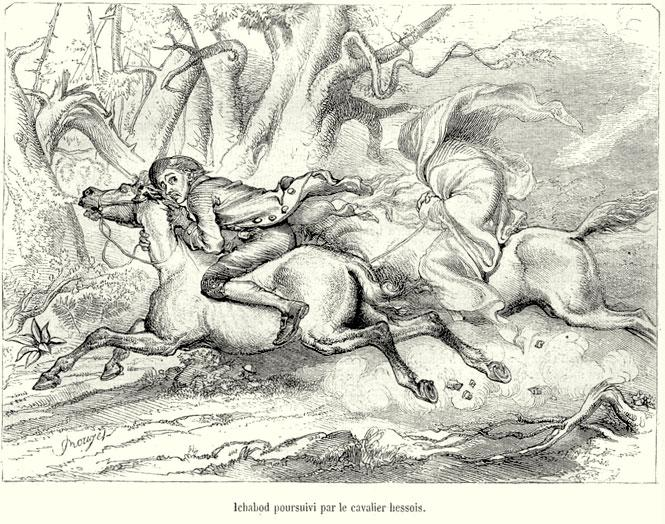
克瑞恩被无头骑士追赶的场景。

故事发生在约1790年的美国纽约州东南部一个荷兰人聚居的村庄塔里敦（Tarry Town），在一座名为“沉睡谷”（Sleepy Hollow）偏僻的狭谷中，那裡传说有无头骑士出沒，這名騎士曾是一个驍勇善战的德國黑森傭兵，在美国独立战争的一场无名战争中被美軍砲彈炸掉了頭顱，从此他总是在月黑风高的夜晚，從墳墓中出來，在村庄道路上出没，寻找自己失落已久的头颅。
来自康涅狄格州的男教员伊卡波·克瑞恩（Ichabod Crane），在村中開了一所小學校，自己身兼校長和教員，專門教村中的小孩，認識書籍中的知識，為了更加融入荷蘭村中，他同村里的另一个青年布朗·凡·布魯恩特（Abraham "Brom Bones" Van Brunt）争夺18岁女孩卡翠娜·凡·塔赛尔（Katrina Van Tassel）的芳心，她是当地一个富农的女儿。一个秋天的晚上，荷蘭村当地宴會上的一次派对上，高傲自慢的克瑞恩(這個名字是鶴的意思)被當地富裕大地主的女兒卡翠娜拒婚。隻身一人从凡·塔赛尔家离开时，一人一馬走在村莊的道路上，在美國獨立戰爭的約翰·安德烈少校被吊死的樹旁遇見傳說中的無頭騎士；他被无头骑士追赶；在沒有月亮的沉靜夜晚，那個德國鬼魂守在河流一座橋旁樹下等他，一身黑衣，手上抱著祂的頭顱。暗夜行路的小學教員看到他的夢魘，轉身就跑，無頭騎士卻緊追不捨，不肯放過它追捕的對象。伊卡波拼命不斷拍打那匹瞎了一隻眼的老馬，希望它能再跑快一點，馬蹄聲卻像幽靈影子緊跟在後。不遠處的河流上游，跨過河流的橋樑上，有座天主教的教堂，新英格蘭的古老傳說，因為地縛靈的限制，聽說鬼怪活動有一定範圍，而且妖魔鬼怪不能越過河流，為了擺脫對方，小學教員策馬往那座通往教堂的橋梁跑，希望能趁機甩掉他的夢魘。經過那座橋時，無頭騎士朝克瑞恩丟了一個東西，正是他夾在腋下的那顆腦袋，那顆頭腦像一顆砲彈打到他的頭上，讓他倒栽蔥落到地上，躺在塵土中失去知覺，那黑色的鬼魅騎兵，則像一陣風掃過他的身旁，在黑暗中消失了。 
隔天，村民在橋邊撿到一個南瓜，和克瑞恩的帽子，從此，克瑞恩就失蹤了。村民傳說他是被無頭騎士攝走的，靈魂至今仍徘徊在山谷裡。卡翠娜後來嫁給了布魯恩特；根據到過費城的村民回來說，克瑞恩其實沒死，而是跑到費城當了律師。小說結尾暗示無頭騎士是布魯恩特假扮無頭騎士來嚇走情敵的。

## 沉睡谷和作品的灵感

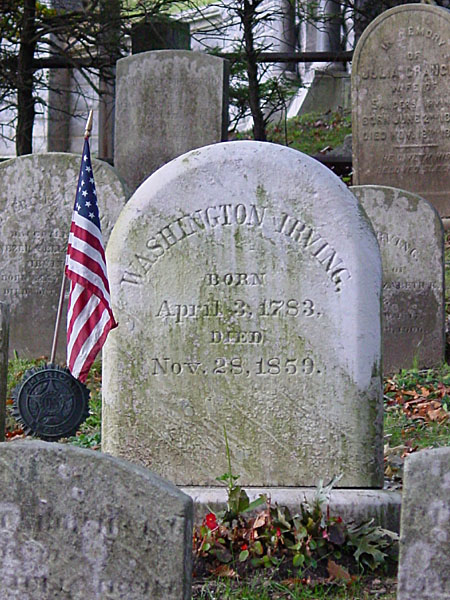
沉睡谷公墓中的华盛顿·欧文墓

小说故事的发生地是真实存在的，源于来自美国纽约州威斯特彻斯特郡的一个村庄，从美国革命起该村名为“比克曼”（Beekmantown），1874年改称“北塔里敦”（North Tarrytown），1997年正式改名“沉睡谷”（Sleepy Hollow）。
小说的灵感来自于沉睡谷中荷兰老教堂前的一座桥上，男女主角伊克巴·克瑞恩和卡翠娜·凡·塔赛尔的原型都是作者认识的当地居民。虽然小说面向的是纽约读者，作者因此将故事主要情节设置在纽约州东南部的塔里敦，但男主角却来自沿哈德逊河向北很远的纽约州另一个城市肯德胡克，作者华盛顿·欧文1809年曾在那里度过了8个星期。
华盛顿·欧文去世后葬于沉睡谷公墓，但这里并不是故事发生地。

## 林紓譯文
先生于教歌女学生中，有一人曰凯脱里纳·樊·塔塞耳，为村中大户之孤生女，为蓓蕾欲华之女郎，在新鲜十八岁时之年鬓。其肥如竹鸡，双颊之红鲜，如其父囿中之桃实。貌既丰腴，产尤饶沃，因之名声锵然入耳。而女郎尤娇饰媚人，盖从其服饰中见之。女衣并合新旧二式，幻为时世之妆，以衬托其风貌之美。所御黄金之饰，即其曾祖母氏自荷兰购归者，因以赐之。裙不长而刚及踵，踵白嫩，其光致致然为村间女儿中第一。先生每对女郎，辄心醉，今见绝色丽姝，安能不加颠倒？且经行其家，目其巨产矣。女郎之父曰包而忒司，在村中为拥产，知足能少济人。老农目光所及，以为吾产盖至沃，亦不歆羡他氏之有。在彼范围内，部署所有，一一就绪，无有漏卮。屋居黑逞河次，依山傍树而构，青绿照眼。屋顶出大树，荫满其堂室，阳光所不能烁。树根有山泉滃然仰出，尽日弗穷。老农引水赴沟渠中，渠广而柳树四合，竟似伏流，汩汩出树而逝。去室咫尺，即其仓庾，粮积臃肿，几欲溃窗而出。老农所积如是，而打稻之声，尚不断于耳。屋檐群燕飞鸣；尚有白鸽无数，有侧目视空者，亦有纳首于翼，企单足而立者，或上下其颈呼雌者，咸仰阳集于屋顶。而肥腯之猪，伸足苙中，作喘声，似自鸣其足食。而苙中忽逐队出小豭，仰鼻于天，承取空气。池中白鹅，横亘如水师大队之战舰，排樯而进；而群鸭游弋，则猎舰也。火鸡亦作联队，杂他鸡鸣于稻畦中，如饶舌之村妪，长日詈人者。仓庾之前，数雄鸡高冠长纬，鼓翼而前，颈羽皆竖，以斗其侣。有时以爪爬沙得小虫，即抗声引其所据有之母鸡啄食，己则侧目旁视。他雄稍前，则立拒之。先生触目见其丰饶，涎出诸吻。见猪奔窜，则先生目中已现一炙髁；闻稻香，则心中亦蓄一布丁；见鸽子，则思切而苞为蒸饼之馅；见乳鸭与鹅游流水中，先生馋吻则思荡之以沸油。又观田中大小二麦及珍珠之米、园中已熟之果，红实垂垂，尤极动人。先生观状，益延盼于女郎，以为得女郎者，则万物俱奁中有矣。因而幻想愈歧，谓此等物，均可易钱，得钱则更构华屋。而琼花璧月之凯脱里纳属我，果生儿，母子以车，己则以骑，四涉游览景象，乃大乐。

編者注：林纾：《拊掌录》第18～19页，商务印书馆，1981.

## 改编作品

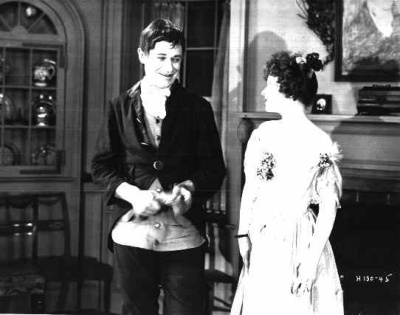
1922年電影《無頭騎士》。

- 电影默片《无头骑士》（The Headless Horseman，1922年），拍摄于纽约的哈德逊河。
- 动画电影《伊老师与小蟾蜍大历险》（The Adventures of Ichabod and Mr. Toad，1949年），华特迪士尼公司出品。
- 电视电影《沉睡谷传奇》（The Legend of Sleepy Hollow，1980年），拍摄于犹他州。
- 电影《断头谷》（Sleepy Hollow，1999年），蒂姆·伯顿导演，强尼·戴普主演，获1999年奥斯卡金像奖最佳艺术指导奖。
- 电视连续剧《你害怕黑暗吗？》（Are You Afraid of the Dark？，1992年）中的〈午夜骑士的传奇〉（The Tale of the Midnight Ride）一集。
- 电视连续剧《沉睡谷》（Sleepy Hallow，2013年），编剧：Phillip Iscove，艾里克斯·库兹曼，罗伯托·奥奇；主演：汤姆·米森，妮可儿·贝海尔。